# Внутрішній сітчастий шар

Шари сітківки.
RPE — пігментиний епітелій сітківки
OS — зовнішній сегмент фоторецепторів; IS — внутрішній сегмент фоторецепторів;
ONL — зовнішній ядерний шар; OPL — зовнішній сітчастий шар;
INL — Внутрішній ядерний шар; IPL — внутрішній сітчастий шар;
GC — гангліонарний шар; BM — мембрана Бруха; P — пігментні епітеліоцити;
R — палички; C — колбочки;
Стрілочка і пунктирна лінія — зовнішня погранична мембрана;
H — горизонтальні клітини; B — біполярні клітини;
M — клітини Мюллера A — амакринові клітини;
G — гангліонарні клітини; AX — аксони.

Внутрішній сітчастий шар (англ. inner plexiform layer, IPL) — один з десяти шарів сітківки хребетних, утворений з переплетнням аксонових закінчень біполярних клітин і дендритів амакринових і гангліонарних клітин.
Останній ступінь внутрішньосітківкової обробки інформації перед направленням в зорові центри в мозку. Аксони біполярних клітин приносять інформацію з зовнішнього сітчастого шару до нейронів внутрішнього сітчастого шару. Тут біполярні клітини передають інформацію амакриновим клітинам, які модулюють сигнали і передають далі на дендрити гангліонарних клітин.
Товщина шару становить 50-70 мкм.

## Зовнішні посилання
- Histology Learning System Бостонського університету: 07902loa [Архівовано 3 березня 2016 у Wayback Machine.]